# Sydtyrol
Alto Adige/Sydtyrol (tysk: Südtirol, italiensk: Sudtirolo (sidstnævnte er ikke et officielt navn og næppe gangbart heller)) er en autonom provins i det nordlige Italien. Det er den ene af to autonome provinser, der udgør den autonome italienske region Trentino-Alto Adige. Provinsen har et areal på 7.400 km2
og et samlet befolkningstal på 531.178 (2018) indbyggere. Provinsens hovedby er Bolzano, på tysk: Bozen (Ladin: Balsan eller Bulsan).
Sydtyrol (der er også et Østtirol, der efter grænsedragningen i 1920 og før bygningen af Grossglockner Hochalpenstrasse var en østrigsk enklave) har et sprogligt og kulturelt fællesskab med den østrigske delstat Tirol nord for Brennerpasset, og sammen med det italiensk-talende Trentino mod syd havde området tidligere den overordnede betegnelse Welsch-Tirol med en tusindårig tilknytning til det tysk-romerske rige og dets arvtager efter Napoleonstiden: det habsburgske Kejserrige Østrig og dobbeltmonarkiet Østrig-Ungarn.
Provinsen er i store træk afgrænset til det øvre flodbækken for Etsch-floden, på ital.: Fiume Adige, Italiens næst længste flod (efter Po). Saint-Germain-freden i 1920 overlod helt uden afstemninger af nogen art Sydtirol til det italienske kongeriges styre som krigsrov efter 1. v erdenskrig, på tværs af sproggrænser og folkeret. Floden Adige (Etsch) gav floden navn til den nye italienske provins eller region Trentino-Alto Adige. Op til nutiden har betegnelsen været en italiensk eufemisme for "Sydtyrol".
Drusus-monumentet i Bozen/Bolzano mellem den indre by og den italienske bydel på den anden side af flode, ved Ponte Druso/Drusus-Brücke har siden 1920 været samlingspunkt for højreradikale italienere, fascister og neofascister. Og tilsvarende en anstødssten og symbol på den italienske (fascistiske) statsterror og undertrykkelse af sydtirolernes sprog.
Sydtyrol ligger i trafikkorridoren over og snart også under Brennerpasset (med Brenner Basistunnelen) til Insbruck i Østrig og München i det tyske delstat Bayern mod N. og Verona og Bologna mod S, samt Milano mod SV og Veneto-regionen mod Ø. Brennerpasset danner grænse mellem Itaklien og Østrig. Dette alpepas, der med sin motorvej og jernbane er den letteste pasovergang mellem Nordeuropa og Sydeuropa var Romerrigets Via Raetia.
Udover den landskabelige turisme, der ligger på vejen til Italien, tilbyder Sydtyrol også på skisport i vintersæsonen, dog ikke i samme grad som det nærliggenmde Cortina d'Ampezzo. Mest storladent udfolder sig de stejle Dolomitter. Dolomitterne tæller adskillige tinder og tæller adskillige tinger over 3000 meter over havets o. Her ligger bjerget Rosengarten, synlig fra Bozen/Bolzano. Denne "rosenhave", der består af nærmest lodrette nøgne klipper, har måske fået sit navn efter alpegløden ved solnedgangs. En del af Dolomitterne er på UNESCO's verdensnaturarvsliste.
Den sproglige ligestillling i efterkrigstiden kunne ikke formilde østrigsk sindede separatister i at udførte terror op gennem 1960'erne. Men med provinsens autonomi og samarbejde henover landegrænserne er denne tirolerbevægelse dødet ud, ligesom i andre steder af Europa. Men Drusus-monumentet er stadig i dag afspærret af myndighederne.
Sydtirol er den nordlige, overvejende tysktalende del af den italienske region Trentino-Alto Adige (Trentino mod syd, og det østrigske Tirol nord herfor med det østrigske Østtirol som enklave efter 1920 og inden etableringen af vejforbindelsen Grossglockner Hochalpenstrasse mellem Østtirol og det øvrige Østrig (til delstaten Land Salzburg). som provinsen er navngivet efter Alto Adige, dvs. "Øvre Etsch", idet Etsch eller Adige afvander Sydtirol.
Det tysktalende befolkningsflertal foretrækker "Südtirol", ligesom præferencen blandt udlændinge med et "Tirol" eller det forældede og angelsaksiske "Tyrol" med et "syd" foran som provinsbetegnelse: "Südtirol" fremfor det italienske "Alto Adige der er en geografisk k og kun tilsyneladende neutral betegnelse mere end navnet på et landskab eller en provins. Tyrol (iberegnet den østrigske delstat Tirol nord for Brenner-passet) er opkaldt efter Schloss Tirol (nær Brixen/Bressanone), fra 1920 på italiensk: Castel Tirolo). 
Ifølge data fra 2014, som er baseret på opgørelsen fra 2011, så er 62,3 % af befolkningen tysktalende (højtysk i en skrevet norm og en sydbayersk dialekt i talesprog); 23,4 % af befolkningen taler italiensk, primært omkring de to største byer (Bozen/Bolzano og Meran/Merano); 4,1 % taler ladin, et rætoromansk sprog; 10,2 % af befolkningen (primært immigranter) taler et andet sprog som modersmål.
Sydtyrol er tildelt et betydeligt niveau af selvstyre, der består af en stor bredde af lovgivende og udøvende magtbeføjelser og et skattesystem der muliggør styret at fastholde en stor del af skatteindtægterne, men alligevel bidrager med mere til nationalbudgettet end provinsen modtager. I 2011 var Sydtyrol blandt de mest velhavende provinser i Italien og i Den Europæiske Union.
I en bredere sammenhæng udgør provinsen et af tre medlemmer af Euroregionen Tirol-Südtirol-Trentino, som består af næsten det samme område som det historiske område Welsch-Tirol eller blot: Tirol eller Tyrol.